# Оно, Масаноскэ
Масаноскэ Оно (яп. 小野正之助 Оно Масаноскэ, род. 10 февраля 2004) — японский борец вольного стиля, чемпион мира, призёр чемпионата Азии, чемпион Японии. 

## Спортивная карьера
В январе 2024 года в Анталье, победив в финале Эмре Курала из Турции, одержал победу на Международном турнире «Яшар Догу». 11 апреля 2024 года на чемпионате Азии в Бишкеке, одержав победу в малом финале над индийцем Рохитом Сингхом, завоевал бронзовую медаль. 8 сентября 2024 года в испанском городе Понтеведра, одолев в финале Эбрахима Хариа из Ирана, выиграл Первенство мира среди борцов до 20 лет. 31 октября 2024 года в Тиране, поборов в финале Ахмета Думана из Турции, стал чемпионом мира.

## Спортивные результаты
- Чемпион мира (2024).
- Бронзовый призёр чемпионата Азии (2024).
- Чемпион Японии (2024), серебряный призёр чемпионата Японии (2023).
- Чемпион мира среди спортсменов не старше 20 лет U20 (2024).
- Чемпион Японии среди студентов (2023), серебряный призёр чемпионата Японии среди студентов (2022).

## Интересные факты
Отец Масаноскэ Оно — владелец завода по производству соевого соуса в Японии. С того момента, как его сын стал чемпионом мира, он  выпустил марку соуса, названную именем сына.

## Видео
- Масаноскэ Оно: победа на чемпионате мира 2024